# Талахадзе, Илларион Илларионович
Илларио́н Илларио́нович Талаха́дзе (1894, ? — 1974, Тбилиси) — деятель ЧК, Председатель Верховного Суда и Прокурор Грузинской ССР, Государственный советник юстиции III-го класса. Входил в состав особой тройки НКВД СССР, внесудебного и, следовательно, не правосудного органа уголовного преследования.

## Биография
Илларион Илларионович Талахадзе родился в 1894 году. В 1917 году вступил в РСДРП(б). Участник Гражданской войны. С 1918 года работник ЧК.
- 1920—1923 годы — председатель Терской областной ЧК, председатель Дагестанской областной ЧК (1921-30.04.1921[2]), председатель Кутаисской губернской ЧК. Заместитель наркома внутренних дел ССР Грузия.
- 1924—1936 годы — Председатель Верховного Суда Грузинской ССР. Депутат Верховного Совета Грузинской ССР II созыва. Директор Института права Грузинской ССР.
- 1938 год — на XI-м съезде компартии Грузии избран в состав Центрального Комитета.
- 1936—1946 годы — Прокурор Грузинской ССР. Этот период отмечен вхождением в состав особой тройки, созданной по приказу НКВД СССР от 30.07.1937 № 00447[3] и активным участием в сталинских репрессиях[4].
- 1946—1974 годы — преподаватель Тбилисского государственного университета имени И. В. Сталина, а затем, заведующий кафедрой теории государственного права.

Умер в 1974 году в Тбилиси.

## Награды
- Орден Красного Знамени
- Орден Трудового Красного Знамени
- Орден Красной Звезды (24.02.1941)
- Орден «Знак Почёта»
- 15.05.1928 — Орден Трудового Красного Знамени ЗСФСР